# Акунін сьокі
Акунін сьокі (яп. 悪人正機, あくにんしょうき, «злодії — об'єкт спасіння») — постулат вчення буддистської секти Дзьодо сінсю, запропонований у середині 13 століття японським монахом Сінраном, за яким злодії та грішники цього світу є головним об'єктом спасіння, що здійснюється завдяки заповітній обіцянці будди Аміда Ньорай врятувати людство.

## Короткі відомості
У буддистському вченні Чистої землі існувала віра в те, що злодії, які прив'язвні до страждань і спокус цього світу, можуть досягнути просвітлення і потрапити до буддистського раю не завдяки власним старанням, а силі заповітної обіцянки будди Аміда. Тобто, грішник спасався не завдяки добрим ділам та аскетичним практикам, а вірі у будду Аміда — невтомному молінню до нього. 
Монах Сінран, який стояв на позиціях абсолтного уповання на сили Аміди, розвинув цю концепцію. Згідно з його вченням, будда Аміда дав свою обіцянку врятувати людство саме для того, щоб злодії і негідники були врятовані та потрапили до раю. Тобто саме грішники були об'єктом порятунку Аміди. У «Виписках про плач над розбіжностями» Сінран писав:
Якщо добродії перероджуються в раю Чистої землі, то злодії — поготів. 
Ця концепція Сінрана мала великий розголос у релігійному світі середньовічної Японії.